# Думе, Петрит
Петрит Думе (алб. Petrit Dume; 20 мая 1920, Лубонья, Корча, Княжество Албания — 5 декабря 1975, Тирана, Народная Республика Албания) — албанский генерал и коммунистический политик, в 1952—1974 — начальник генштаба вооружённых сил НРА, в 1961—1974 — кандидат в члены Политбюро ЦК АПТ. Народный герой Албании. Был обвинён в ревизионизме и военном заговоре, приговорён к смертной казни и расстрелян.

## Партизан и генерал
Родился в среднезажиточной деревенской семье из области Корча. В 1942 присоединился к Национально- освободительной армии. Командовал партизанским батальоном Hakmarrja («Месть»). Участвовал в боях с немецкими оккупантами. Состоял в Коммунистической партии Албании (КПА; с 1948 — Албанская партия труда, АПТ).
После прихода КПА к власти Петрит Думе поступил на службу в Албанскую народную армию (АНА). Командовал бригадой, затем дивизией. В 1952 Петрит Думе был назначен начальником генерального штаба АНА. В 1954—1956 прошёл курс в Высшей военной академии имени К. Е. Ворошилова.
Вернувшись в Албанию, с 1957 Петрит Думе вновь возглавил генштаб. Занял также пост заместителя министра обороны Бекира Балуку. Имел воинское звание генерал-майора. С 1961 Петрит Думе — кандидат в члены Политбюро ЦК АПТ. С 1948 являлся депутатом Народного собрания НРА. Как бывший партизанский командир был удостоен звания Народный герой. Возглавлял также тиранский футбольный клуб Партизани.

## Заместитель министра обороны
Петрит Думе был полностью лоялен первому секретарю ЦК АПТ Энверу Ходже, разделял ортодоксально-коммунистическую идеологию, поддерживал сталинистскую политику. В то же время Думе отстаивал ведомственные интересы министерства обороны и армейского командования. В этом отношении он ориентировался на министра Балуку. Также Думе был сторонником тесного военно-политического альянса с Китаем.
Такие позиции вызывали настороженность Ходжи, опасавшегося военного переворота и державшего дистанцию от КНР. Летом 1974 на заседании ЦК Ходжа подверг критике руководителей Минобороны — Бекира Балуку, Петрита Думе и начальника армейского политуправления Хито Чако. Постоянная жёсткая конкуренция шла у них с руководством МВД — прежде всего Мехметом Шеху и Кадри Хазбиу, несмотря на хорошие личные отношения Петрита Думе с Фечором Шеху.
Понимая вероятные последствия сложившейся ситуации, Петрит Думе написал Энверу Ходже конфиденциальное письмо, в котором фактически отмежёвывался от «нашего друга Бекира», критиковал Балуку и выражал свою полную лояльность партийному руководителю.

## Суд и казнь
Вскоре Балуку, Думе и Чако были арестованы Сигурими по обвинению в военном заговоре с целью «установления фашистско-ревизионистской диктатуры и реставрации капитализма». Думе вновь написал покаянное письмо Ходже, где уже прямо обвинял Бекира Балуку в предательстве, возлагал на него всю ответственность за «антипартийную линию» и просил о снисхождении для себя. Это вызывало у Ходжи лишь раздражение и приказ ужесточить наказание.
Суд приговорил к смертной казни Бекира Балуку, Петрита Думе, Хито Чако, четвёртый обвиняемый Рахман Парлаку получил 25 лет заключения. (Все четверо были лишены наград и звания Народный герой.) Балуку, Думе и Чако были расстреляны.
Кадри Хазбиу — на тот момент министр внутренних дел, глава карательных органов — впоследствии свидетельствовал, что Энвер Ходжа проявлял особую ненависть к казнённым генералам. Первый секретарь потребовал, чтобы «кости предателей никогда не были найдены». Хазбиу лично контролировал засекреченность мест захоронения.
Петрит Думе был тайно захоронен в деревне Хора-Враништ (округ Влёра).

## Семья и личность
Петрит Думе был женат, трое его сыновей служили в АНА. После падения коммунистического режима Петрит Думе реабилитирован как жертва политических репрессий. Останки Петрита Думе обнаружены и эксгумированы в 2000 по просьбе его семьи.
Армейские подчинённые Петрита Думе вспоминали его как человека простого и демократичного в быту. Он часто общался с рядовыми солдатами, устраивал с ними спортивные состязания. Увлечением Петрита Думе являлось коневодство и верховая езда, этой страстью он проникся во время учёбы в СССР.
Известный албанский певец Тонин Тершана рассказывал, что именно Петрит Думе помог ему остаться на сцене: в 1969, когда певец был отстранён от участия в песенном Фестивале RTSH, генерал Думе на два года взял его служить в армейском ансамбле. По отзывам Тершаны, Думе вообще «любил искусство, как и спорт».
Имя генерала Петрита Думе носит ФК «Партизани».